# Кайбокан
Корабль охраны водного района (сторожевик)  (яп.  Кайбокан) — категория надводных сил ВМС Императорской Японии с 1898 года. С лета 1942 г. упразднены, за исключением двух корпусов проекта Ёсима переклассифицированы в крейсеры I ранга. Сторожевые силы применялись в качестве кораблей охраны прибрежной зоны и водного района, а также для целей ПЛО. Всего ВМС Императорской Японии имелись 177 ед. сторожевых кораблей (в т. ч. два проекта Ёсима).

## Проекты сторожевиков
- Симусю категории №1  (яп.  Симусю) (также тральщики) ()
- Эторофу  (яп.  Итуруп)  — модифицированный Симусю
- Микура категории №2
- Укуру — модифицированный Микура
- категории №3
- категории №4